# Кубок світу з лижних перегонів
Кубок світу з лижних перегодів — низка змагань з лижних перегонів, об'єднана у спільну структуру. Кубок світу проводиться під егідою Міжнародної федерації лижного спорту з 1981 офіційно й з 1973 неофіційно.

## Виноски
1. ↑  FIS History [Архівовано 11 січня 2006 у Wayback Machine.] FIS-Ski.com